# Girls Have Fun
Girls Have Fun è un singolo del rapper statunitense Tyga, pubblicato il 23 gennaio 2019 su etichetta Last Kings.

## Tracce
1. Girls Have Fun – 2:57